# Henrique de Macedo
Henrique de Macedo (Jacareí, 29 de dezembro de 1880 — São Paulo, 21 de setembro de 1944) foi um escritor, jornalista, tradutor e intelectual de projeção nos meios literários de São Paulo e do Brasil.
É autor de letras de hinos e canções, e trabalhos esparsos sobre espiritualismo e esoterismo. Também foi membro da Academia de Ciências e Letras. Suas principais obras foram Pátria brasileira (prosa), Paisagens que Passam (crônicas), Prosa Nobre (conferências teosóficas e maçônicas) e Nova Primavera (versos).